# Deutsche Handballmeisterschaft (Frauen) 1969
Für die Endrunde um die zwölfte deutsche Meisterschaft im Hallenhandball der Frauen hatten sich die Meister der fünf Regionalverbände Süd, Südwest, West, Nord und Berlin qualifiziert. Zunächst wurde ein Vorrundenspiel ausgetragen, dessen Sieger in das Halbfinale einzog. Die beiden Halbfinalsieger bestritten am 19. April 1969 in Leverkusen das Finale um die deutsche Meisterschaft. Deutscher Meister wurde der 1. FC Nürnberg.

## Spielergebnisse

### Vorrunde
- 1. FC Nürnberg – SC Union 03 Hamburg 11:9 n.2V.

### Halbfinale
- Bayer Leverkusen – TV Vorwärts Frankfurt 18:4
- TSV GutsMuths Berlin – 1. FC Nürnberg 9:10

### Finale
- 1. FC Nürnberg – Bayer Leverkusen 9:8